# Céramique étrusque
Les vestiges de céramique étrusque nous sont principalement parvenus par les chambres funéraires mises au jour. La plus grande partie est constituée de poteries décorées, destinées à accompagner le défunt dans l'au-delà. Quelques objets particuliers, comme les canopes de Chiusi, montrent leur maîtrise dans la représentation de la figure humaine et la liberté de déformation des corps à des fins d'expressivité suivant les principes de l'esthétique étrusque.
La céramique étrusque, au milieu du VIIIe siècle av. J.-C., se caractérisait par des argiles grossières, des pots faits à la main et grossièrement cuits. Le matériau utilisé, jusqu'au IXe siècle av. J.-C., était exclusivement l'impasto. La connaissance des procédés utilisés dans la céramique grecque antique, vraisemblablement grâce à des artisans immigrés, a introduit une meilleure purification des matières premières, l'utilisation du tour rapide et le contrôle de la cuisson. Les importations grecques abondantes ont été imitées ou adaptées avec les formes métalliques et les motifs décoratifs orientaux. Dans le même temps, les anciennes traditions se sont maintenues et les céramiques produites sur le territoire étrusque en sont venues à couvrir une gamme très variée de niveaux de qualité.
Les produits à fond clair (en raison de la couleur de l'argile ou de la présence d'ingubbio) se distinguent de ceux à fond sombre du type bucchero, dont l'apogée se situe entre le deuxième quart du VIIe et le milieu du VIe siècle av. J.-C., et dans lequel la peinture est à peine présente et la décoration est donnée par des reliefs et des gravures.

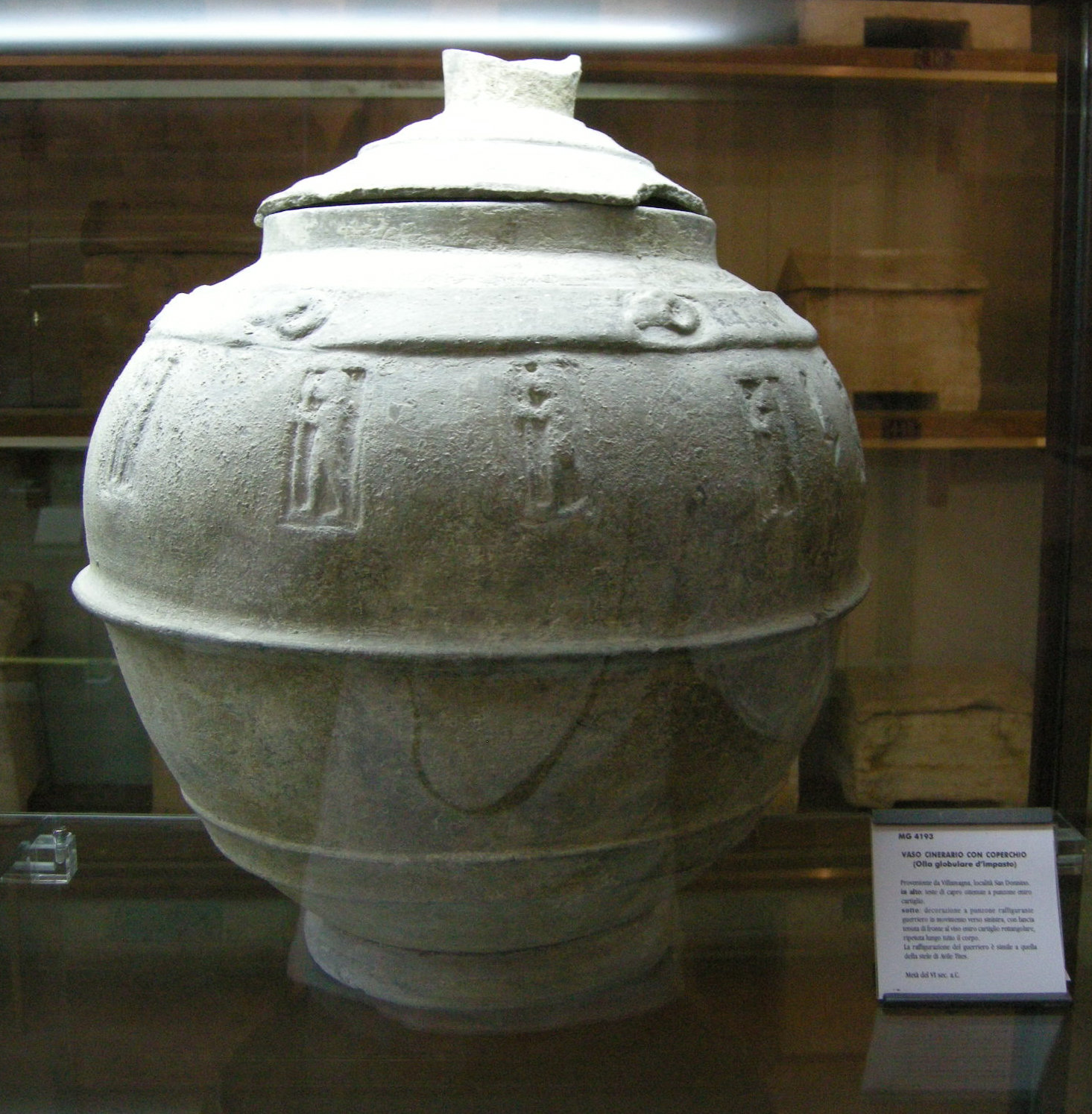
Impasto.

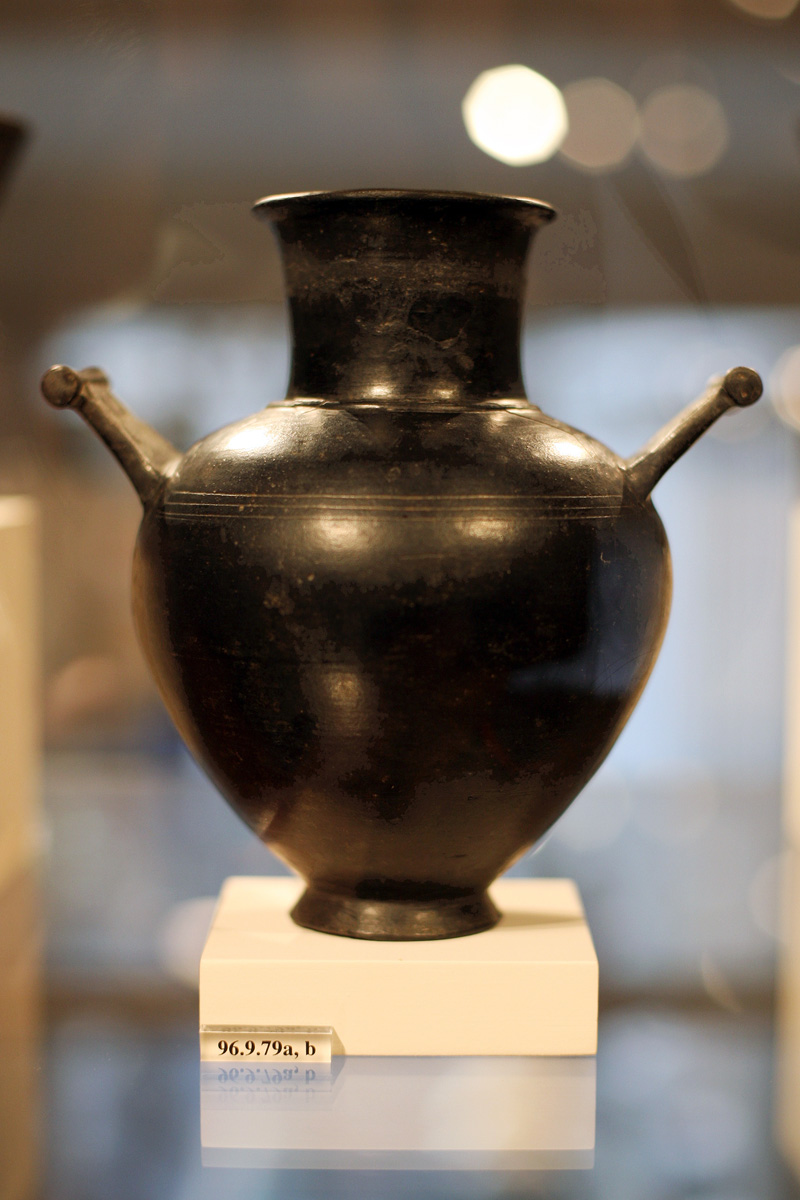
Bucchero.

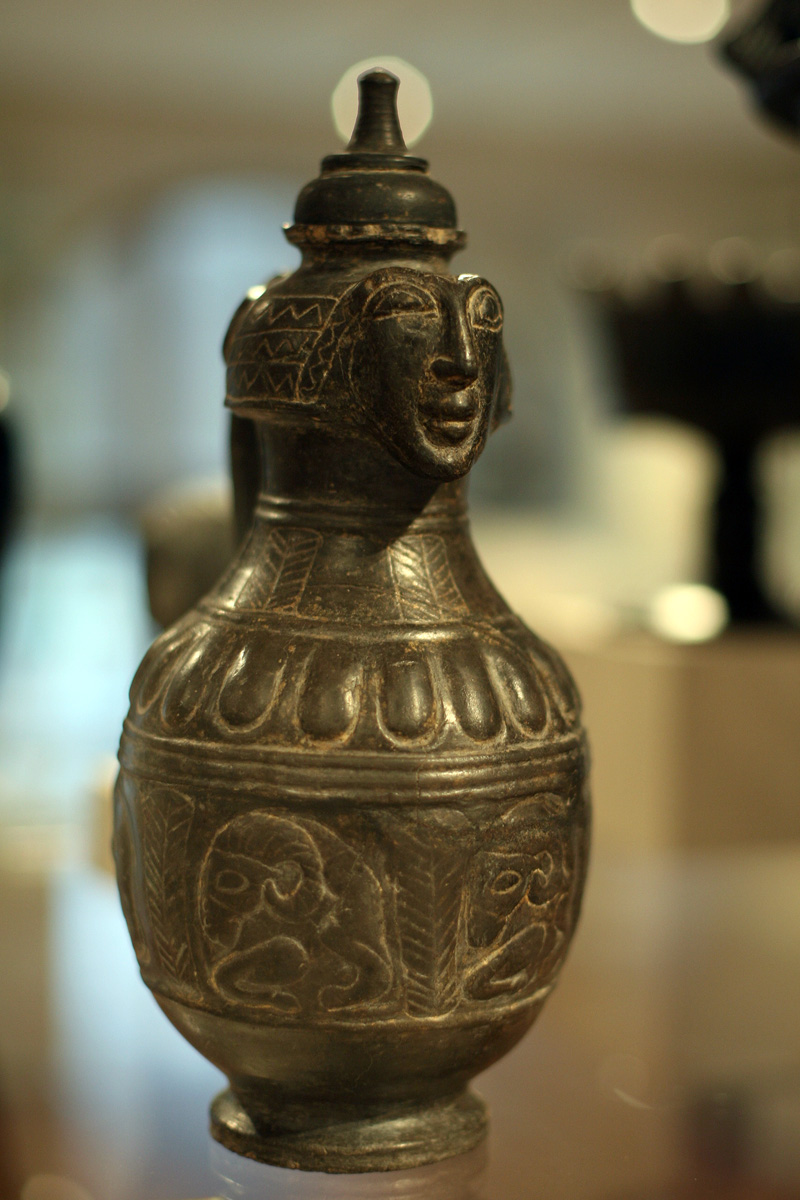
Céramique dorée.

La céramique était largement utilisée par les Étrusques dans les usages domestiques mais également pour les décorations des toits, (acrotères et antéfixes), et même pour les sarcophages figurés (sarcophage des Époux). Quelques objets votifs en terre cuite ont également été retrouvés.

## Histoire
La première poterie étrusque peinte avec un fond clair est la poterie étrusque-géométrique. Après la domination du marché par la poterie corinthienne, puis par la céramique à figures noires attique, la poterie étrusque-corinthienne se développe vers 630 av. J.-C. et, juste avant le milieu du VIe siècle av. J.-C., la poterie étrusque à figures noires. Deux classes de céramiques compactes et de qualité supérieure appartiennent à la période des figures noires, dont la localisation est discutée mais qui sont plus proprement classées comme grecques : la poterie chalcidienne, maintenant majoritairement localisée dans la région de Rhêgion, et les hydries de Caeré, produites par le seul atelier à être certainement situé en Étrurie, mais dirigé par des céramistes gréco-orientaux. Le groupe Campana et le groupe Northampton ont également été classés parmi les céramiques fabriquées en Étrurie et considérés comme des produits d'artisans immigrés gréco-orientaux. La production des figures noires étrusques se terminent au milieu du Ve siècle av. J.-C. lorsque la céramographie locale vire aux figures rouges. La technique des figures rouges, en terre étrusque, a survécu pendant un certain temps.
Les produits étrusques étaient exportés vers la Campanie. Des produits étrusco-corinthiens ont été trouvés dans les territoires carthaginois et dans les colonies grecques occidentales. Le bucchero était largement exporté, notamment sous forme de kantharos, des colonies siciliennes à la Grèce et vers la mer Égée.

## Techniques
La céramologie étrusque confirme l'importance et l'ampleur des productions d'artéfacts confectionnés à base d' argile cuite. la production de l'impasto et celle du bucchero nero constituent les deux principales formes de manufacturation par cuisson. L'industrie et le commerce des céramiques se révèle être l'une des pierres angulaires de l'économie étrusque. En raison de la multiplicité des contacts culturels et/ou commerciaux à l'âge du fer, ce type d'artisanat de la poterie, caractéristique de la production de l'Étrurie « pré » et « protohistorique », procède et manifeste de nombreuses influences, telles que celles de la Grande Grèce, de la culture post-campaniforme,, issue et spécifique aux peuples osco-ombriens dont la tribu italique des ausones, de la « koinè » celtique, mais également provenant de la culture gréco-corinthienne.
Les céramiques se révèlent notamment par la production d'artefact « à figures rouges ». Ces objets possèdent une pâte homogène (autrement : dont la teneur de chacun des composants est répartie de manière égale), à grain fin et généralement de couleur beige. Ce type de produit apparaît essentiellement sous forme de kylix (vase), d'assiette et d'œnochoé. Les ateliers de céramique étrusques manufacturent également des pièces à « vernis noir », principalement des œnochoés et des cratères. Leur pâte est plutôt tendre, à chromatique beige claire, parfois nuancée de rose. La méthode de fabrication s'appuie notamment sur la technique dite en bucchero nero. Ce genre d'objet fait régulièrement l'objet de sculptures ou de motifs « par incision », procédé effectué au moyen d'une spatule incurvée

### Les céramiquesimpasto

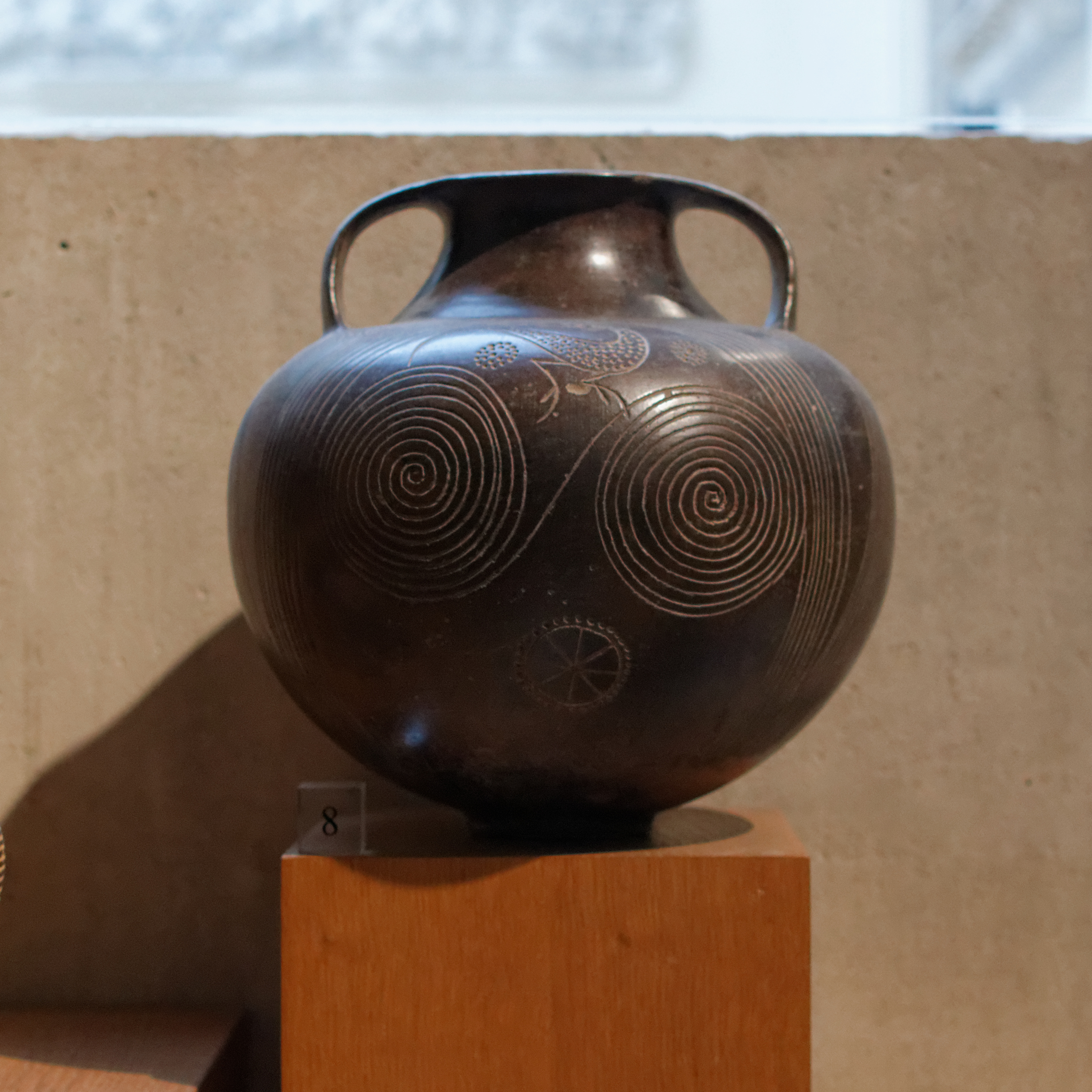
Impasto noire à figure d'animaux incisées (amphore).

L'impasto est fabriqué dès la période villanovienne (environ Xe et VIIe siècles av. J.-C.). Ce type de céramique est composée d'une argile grossière, sa surface est brillante, et elle possède une couleur variant généralement du rouge au brun. Les motifs, effectués par « incise » ou en relief, sont essentiellement géométriques, quoique parfois agrémentés de représentations d'animaux ou de personnages allégoriques.
En raison de la nature granuleuse plutôt grossière de l'argile mise en œuvre, la conception de ces céramiques s'opère sans tour de potier. Ce procédé, le tournage de poterie, est adopté par les Étrusques grâce à l'augmentation de leurs échanges avec les colonies grecques d'Italie du Sud (les Eubéens de Grande Grèce), du sud de l'Étrurie, vers le VIIIe – VIIe siècle av. J.-C..

### Les céramiquesbucchero
Avec le bucchero et la diffusion des céramiques peintes à fond clair, les céramiques à empâtement deviennent de plus en plus, rétrospectivement, un élément pour comprendre l'assimilation, aux niveaux les plus bas de la production, des éléments importés, au moins jusqu'à au troisième quart du VIIe siècle av. J.-C. . Il se développe au VIIe siècle av. J.-C. grâce à un processus d'amélioration de la technique de purification et d'oxydation. Les premiers exemples de bucchero sont apparus à Caere, dans le sud de l'Étrurie.

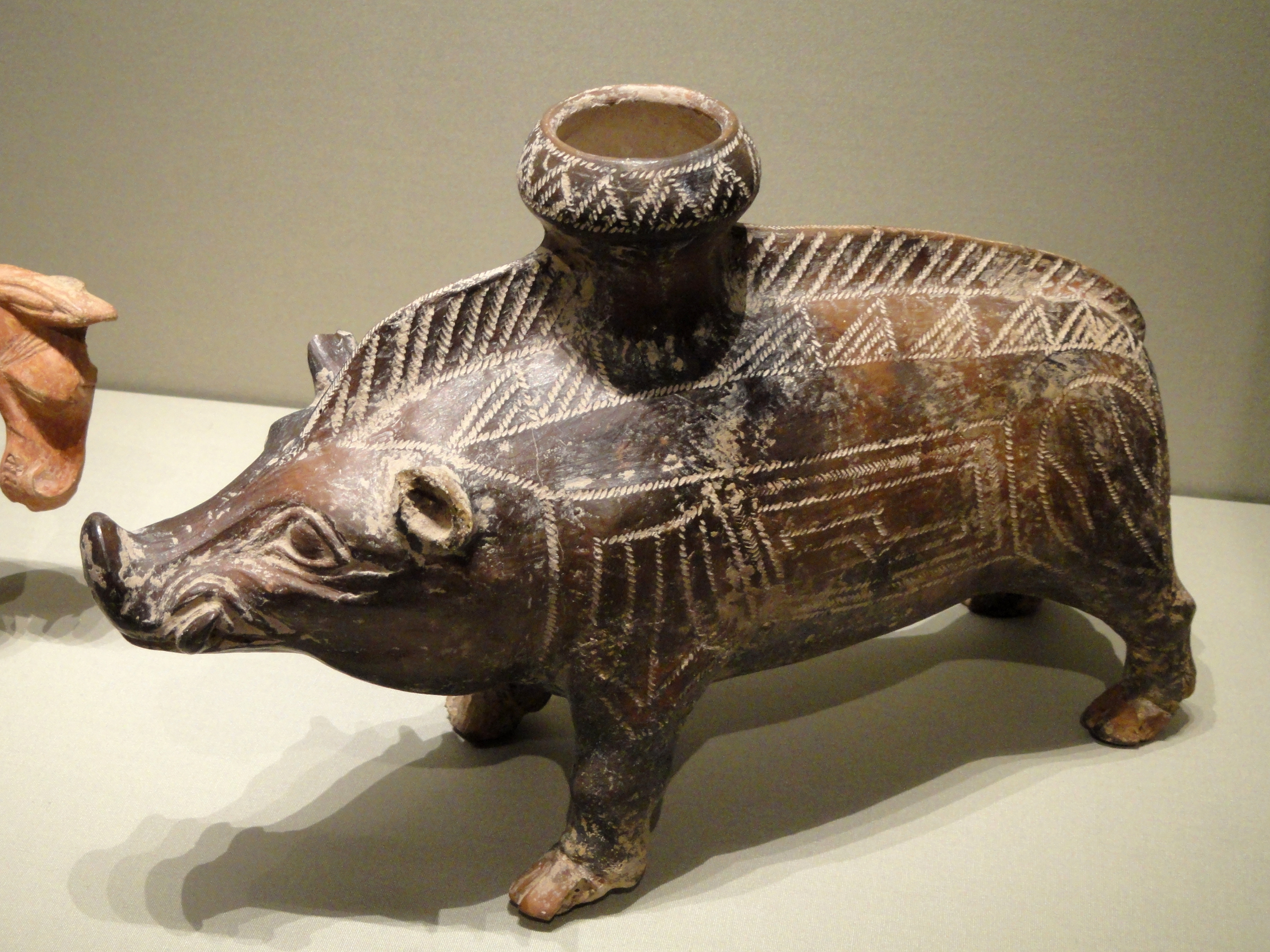
Céramique étrusque en bucchero nero avec motifs par incision. (Boar vessel).

Concernant le mode de fabrication des œnochoés étrusques en bucchero découvertes à Tarquinia, datant de l'époque archaïque et conservées au Musée du Louvre, l'historien Christian Villard effectue l'analyse suivante :

« Les œnochoés étrusques appartiennent sans aucun doute à la première époque de la céramique de bucchero : la surface très noire et brillante, la décoration entièrement gravée sont les caractéristiques essentielles du bucchero ancien ; au contraire, le bucchero de type plus récent est de qualité plus médiocre. La surface est d'un noir plus terne et la décoration fait une large place au relief et aux motifs d'applique.[...]Les vases de bucchero ancien forment une masse considérable ; mais un très petit nombre d'entre eux portent des zones figurées gravées sur leurs flancs. Les vases ornés de figures ne constituent pourtant pas un groupe homogène car les formes, comme le style, sont assez variés. »

— Christian Villard, 1954, pages 47 et 48.

### Les terracottas

Production de terracotta
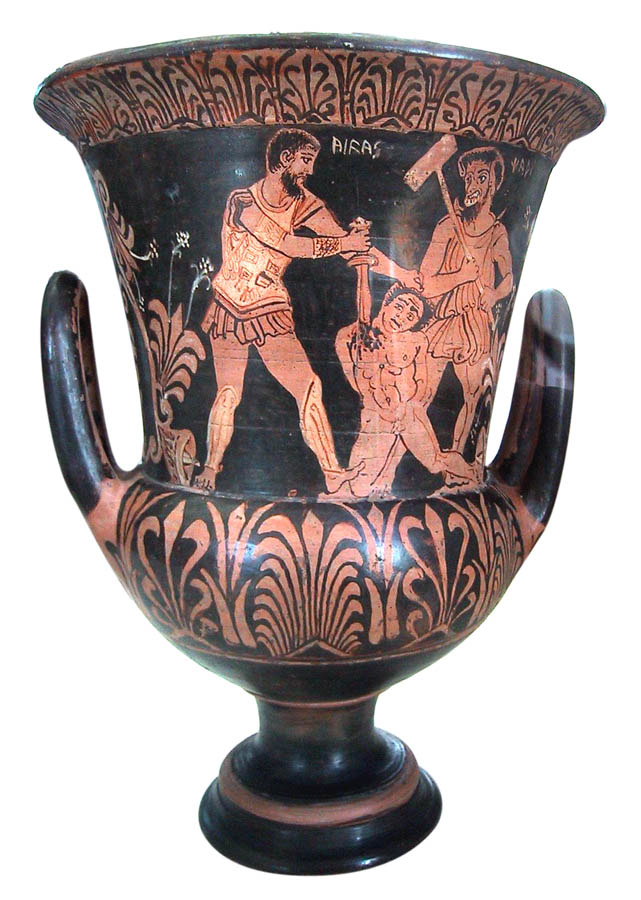
Vase en terracotta étrusque[Note 3].
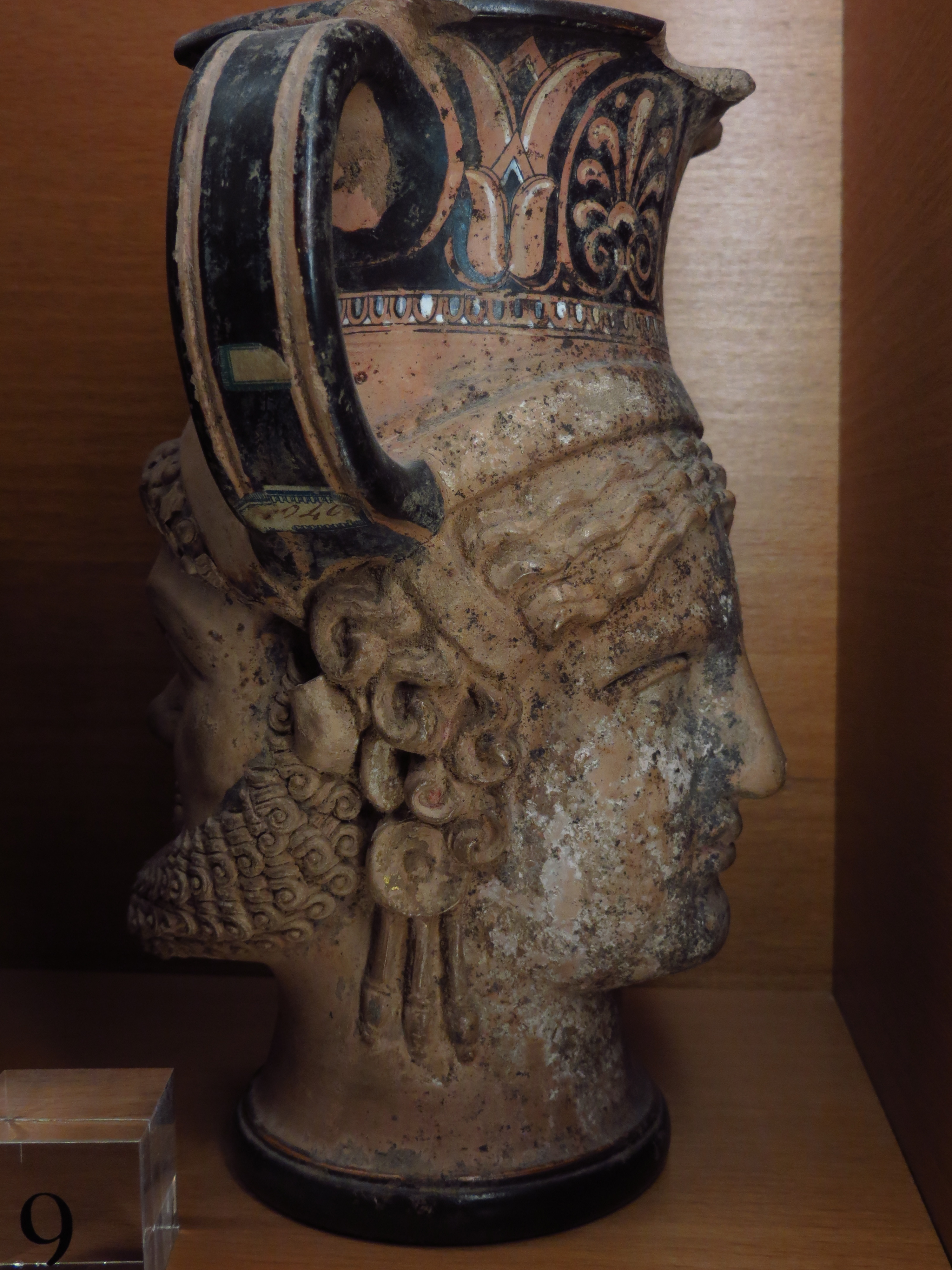
Canthare en terracotta à tête de satyre et de ménade.
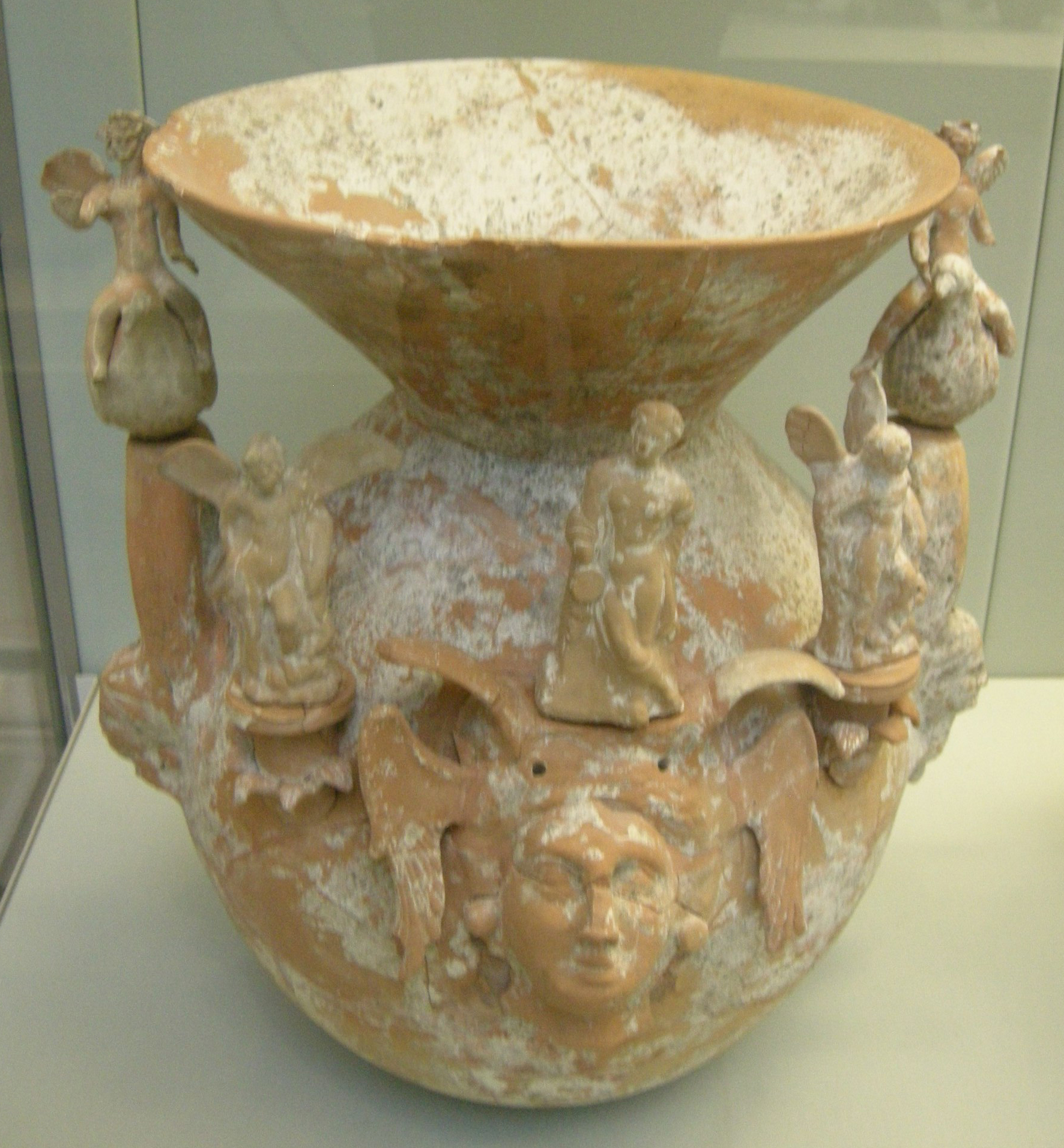
Vase « globulaire », 320 av. J.-C.
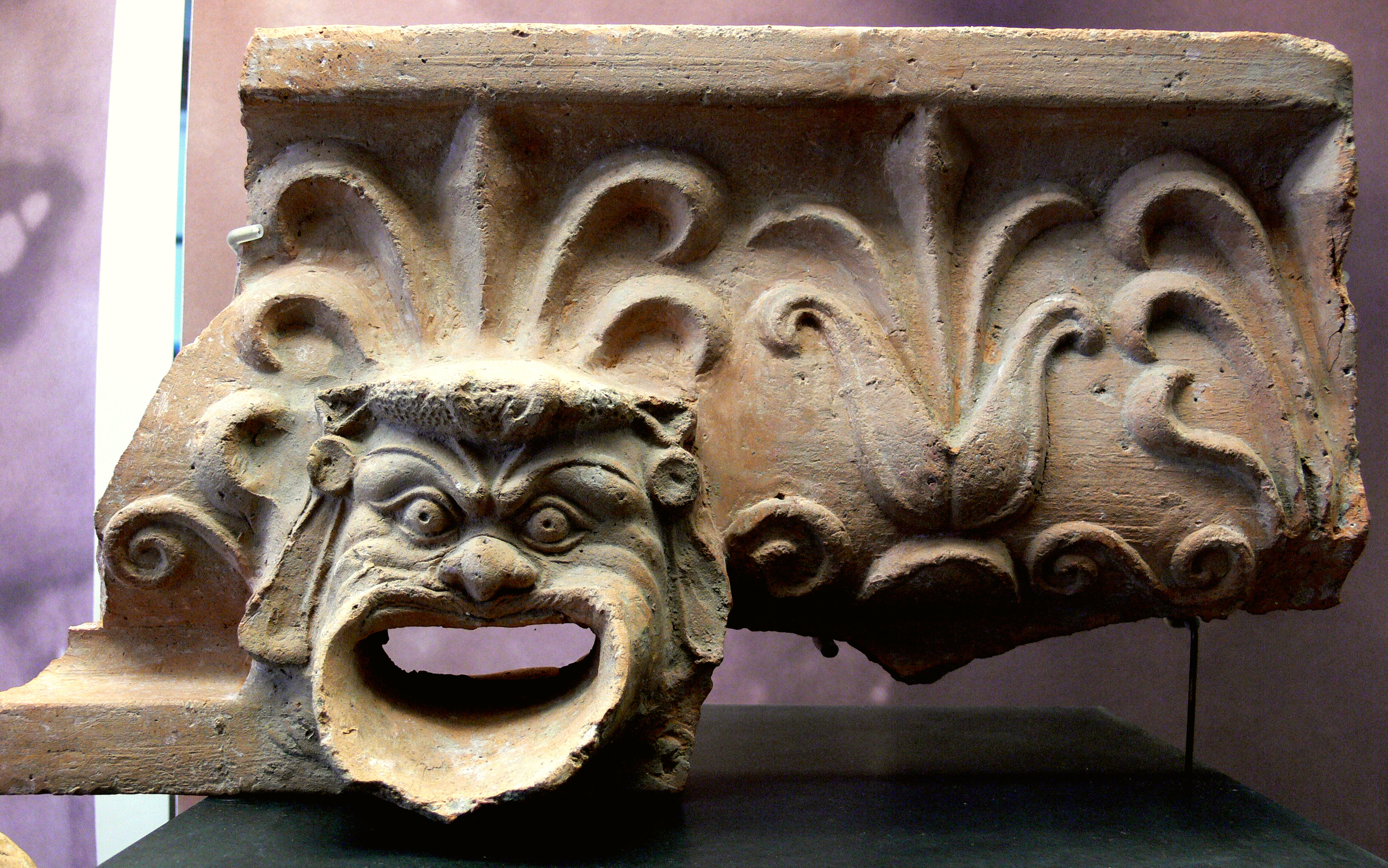
Vestige de vase étrusque.
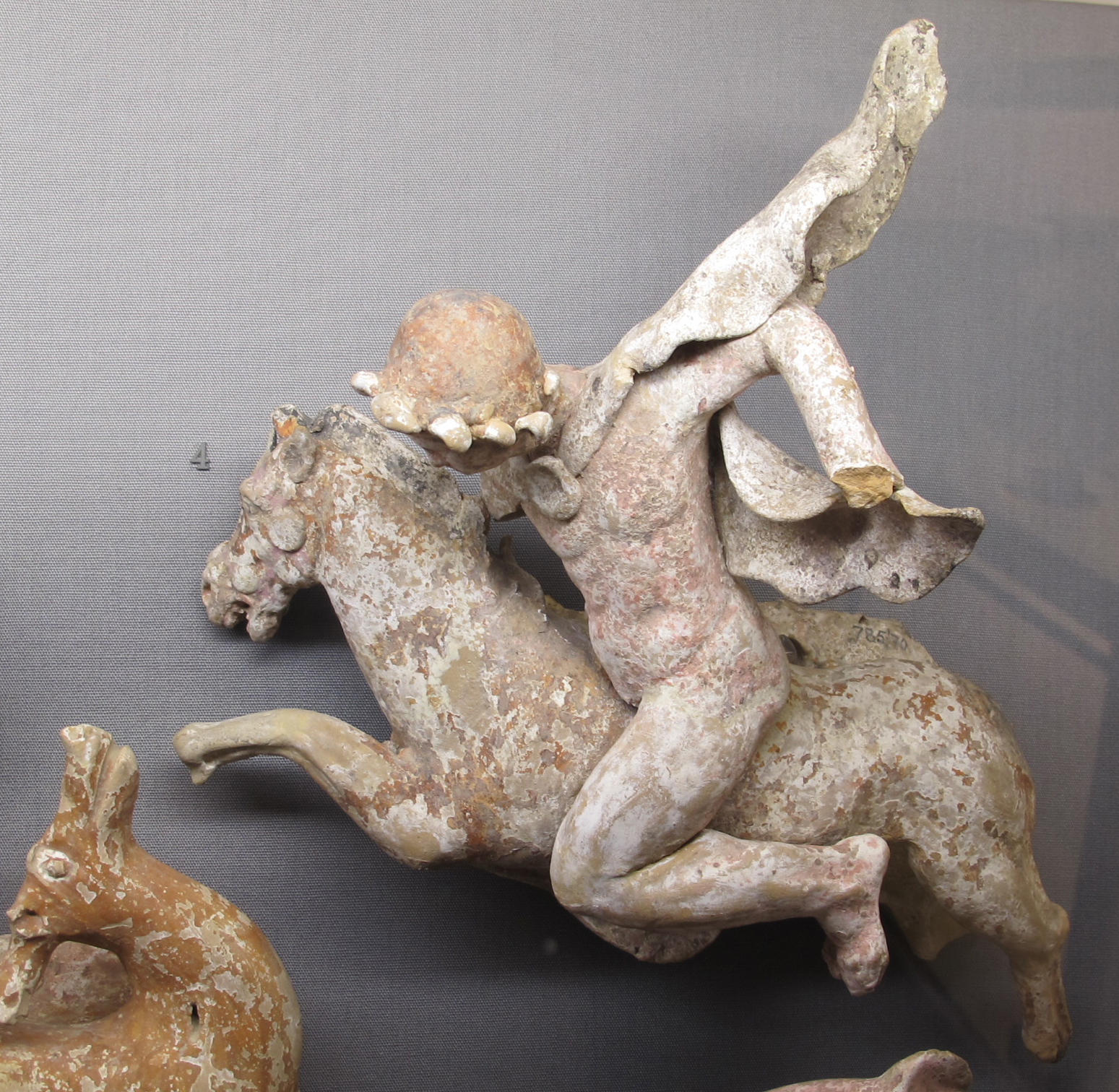
Ornement en terracotta (270 - 200 av. J.-C.).
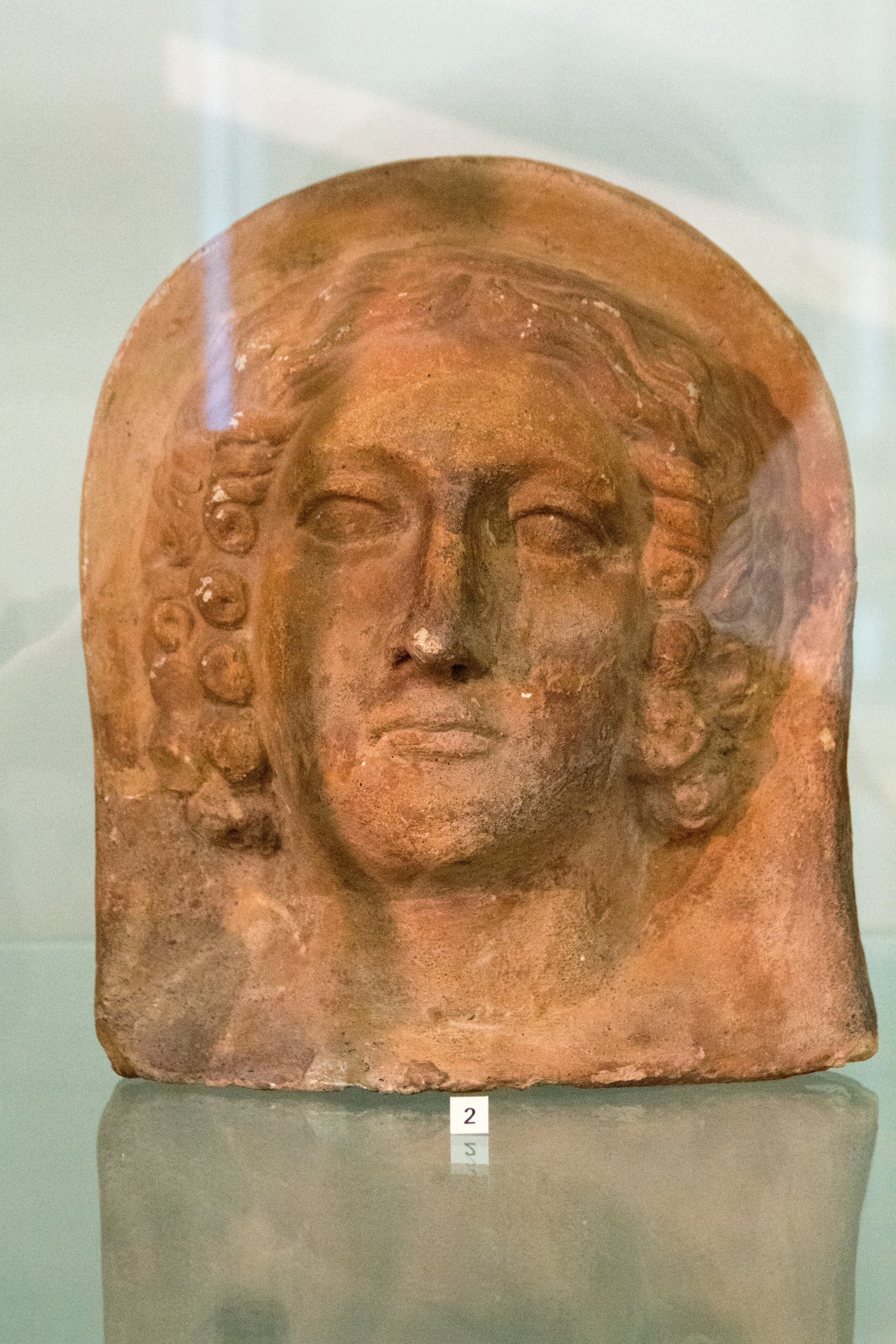
Visage de femme, artefact funéraire (IIIe siècle av. J.-C.).

## Principales périodes

### Céramique à fond sombre
D'abord en argile d'origine alluviale (de torrent ou de rivière), les vases étrusques des Xe et VIIe siècles av. J.-C. de la culture de Villanova sont dits « à impasto » ; ils sont assez grossiers car l'hétérogénéité du matériau de base rend irrégulière la cuisson. Les poteries à impasto peuvent être finies par un revêtement d'engobe avant d'être polies à l'aide d'une spatule de bois. On trouve également des décors gravés ou estampés ainsi que des inclusions géométriques de bandes d'étain, appliquées après cuisson (décor a lamelle).
Au IXe siècle av. J.-C., la poterie céramique impasto, utilisée à des fins domestiques ou funéraires, couvre une série limitée de formes et est ornée de gravures ou de gaufrages d'éléments de style géométrique. Au VIIIe siècle av. J.-C., en correspondance avec les innovations socio-économiques qui sont venues modifier la structure des populations villanoviennes, la céramique impasto se présente sous de nouvelles formes, fonctions et décorations provenant en grande partie de la production métallique contemporaine.

### Période archaïque: céramique à fond sombre
Le bucchero de la première moitié du VIIe au Ve siècle av. J.-C. utilise les mêmes moyens techniques, à partir d'une argile lisse noircie dans la masse par fumigation au cours d'une cuisson en réduction complète. Avec la formation du bucchero et la diffusion des céramiques peintes à fond clair, les céramiques à empâtement deviennent de plus en plus, rétrospectivement, un élément pour comprendre l'assimilation, aux niveaux les plus bas de la production, des éléments importés, au moins jusqu'à au troisième quart du VIIe siècle av. J.-C..
Cette production débuta comme une imitation peu couteuse des formes propres au récipients en métal (argent, or ou bronze). Les ateliers produisant du bucchero se retrouvent dans tous les centres importants d'Étrurie, les principaux se situant à Vulci, Cerveteri, Chiusi et Orvieto, tandis que des ateliers de moindre importance existaient par exemple à Roselle ou Vetulonia.

### Céramique étrusque-géométrique
Les céramiques étrusque-géométriques sont une catégorie de céramique peinte, née pour imiter les objets grecs, qui se répand en Étrurie à partir de la première moitié du VIIIe siècle av. J.-C. Les premiers contacts des Grecs avec l'Occident sont devenus réguliers à partir du VIIIe siècle av. J.-C. et sont attestés par quelques coupes d'époque protogéométrique trouvées à Veio et Ischia (l'antique Pithecusa) ; la deuxième colonisation grecque suivit, et l'une des conséquences de ces contacts fut les « céramiques italo-géométriques », terme qui désigne proprement les objets en céramique créés en Italie et en Sicile en dehors des colonies grecques et dont la décoration semble s'inscrire dans la lignée des styles géométriques. Le premier exemple de ce style a été trouvé en Étrurie, à Veio, Vulci et Tarquinia. La définition de la céramique étrusque-géométrique a été inventée pour ces produits, faisant référence à la production de vases en Étrurie, de style géométrique, entre le troisième quart du VIIIe siècle av. J.-C. et la première moitié du VIIe siècle av. J.-C., période où l'on retrouve un style subgéométrique désormais mêlé d'influences orientales. Ces produits, que l'on ne distingue parfois des produits grecs que par l'argile, présentent un décor de type euboïque, tandis que certaines formes sont typiquement indigènes comme l'amphore biconique. Ces ouvrages sont faits en argile dépurée et travaillée au tour, puis peints avec des motifs décoratifs faits de bandes horizontales, de motifs en damiers et de losanges, de carrés à métopes où sont renfermés des figures, telles que des oiseaux et des chevaux.

### Céramique orientalisante
La technique qui suit, dite « à glaise brute », permet la mise au point, par décantation dans l'eau, d'un matériau de base plus fin. Travaillé au tour et cuit à environ 900 °C, elle permet d'obtenir des objets plus précieux et plus délicats. Le développement de cette technique doit beaucoup à l'intensification des échanges avec le monde grec et à l'arrivée d'artisans potiers dans les implantations grecques d'Étrurie du sud. Cette technique se développa parallèlement à la technique traditionnelle de l'impasto.
Avant l'étrusco-corinthien, l'influence orientalisante a donné naissance, au VIIe siècle av. J.-C., à une céramique ni strictement subgéométrique ni orientalisante, qui accueille des thèmes nouveaux et simples comme les triangles de rayon ou d'autres plus complexes comme la rangée de silhouettes d'oiseaux ; cette poterie a été exportée vers le Latium et la Campanie. Une œuvre, difficile à classer, connue sous le nom de cratère Aristonothos, trouvée à Caere et datée de 650 av. J.-C., appartient à cette phase. Le nom dérive de la signature en alphabet grec, seul élément permettant d'identifier cet auteur qui ne semble pas avoir eu de disciples. L'œuvre est stylistiquement similaire à la céramique proto-attique, mais l'hypothèse d'une fabrication locale est étayée à la fois par les aspects techniques et matériels du vase, et par l'existence à Caere d'un autre spécimen aux caractéristiques similaires et de forme typiquement locale, provenant de la nécropole de Monte Abatone, tombe 279, et conservée au Musée de Cerveteri. La relation étroite entre Caere et la production proto-attique est attestée d'autre part par la découverte du fragment bien connu attribué au Peintre de Nessos. Aristonothos, un céramiste d'origine probablement chalcidienne, mais de formation attique, clôt l'expérience euboïque-cycladique à la suite de laquelle s'ouvre une phase d'influence prédominante corinthienne.

### Céramique étrusque-corinthienne

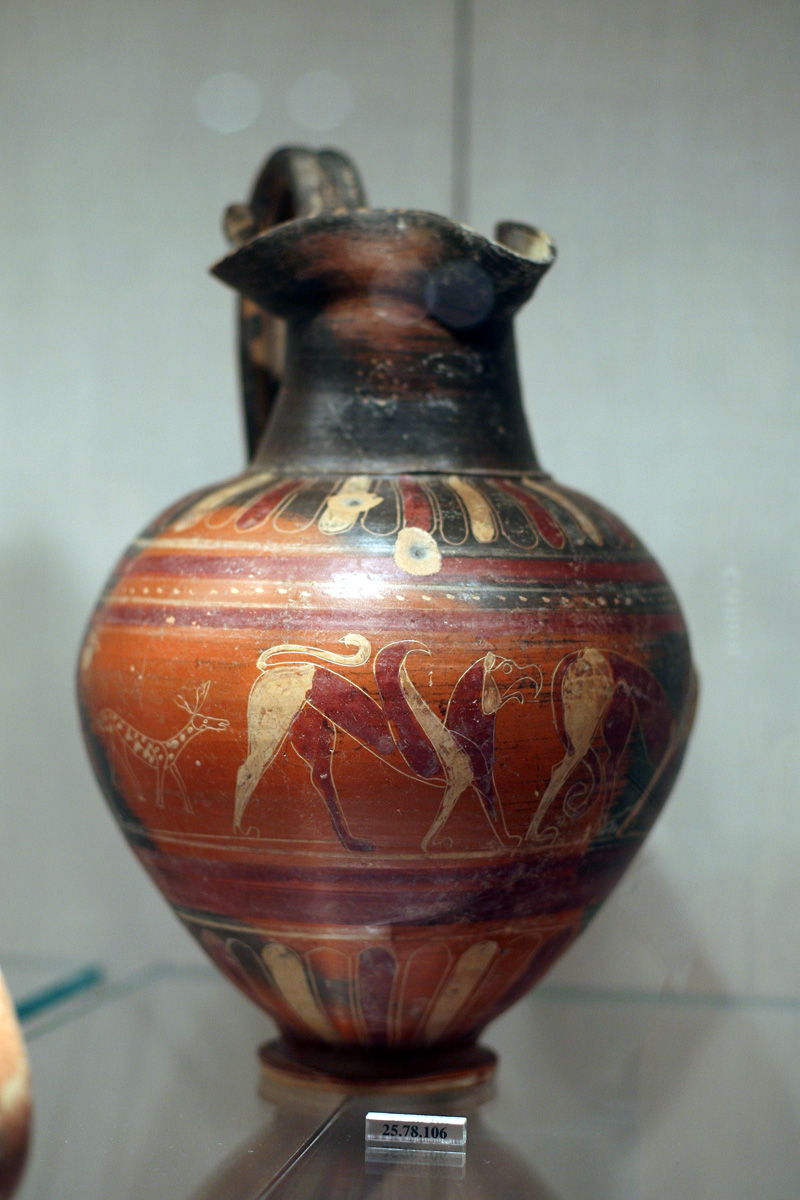
Oinochoe étrusque-corinthienne. Boston, Metropolitan Museum of Fine Arts 25.78.106.

La catégorie dénommée étrusque-corinthienne est aussi produite en Étrurie et imite la céramique corinthienne. Elle est fabriquée pendant près d'un siècle, surtout dans les centre de l'Étrurie méridionale et maritime, à partir des trente dernières années du VIIe siècle av. J.-C. jusqu'au trente dernières années du VIe siècle av. J.-C..
La poterie étrusque-corinthienne est définie comme la production d'imitation et d'adaptation de la poterie corinthienne des périodes de transition et de maturité. Elle apparait dans le sud de l'Étrurie vers 630 av. J.-C., date conventionnelle du début de la période dite orientalisante récente, avec un groupe de vases attribués à un céramiste formé à Corinthe entre 640 et 625 av. J.-C. et conventionnellement appelé Peintre du Sphinx Barbu ; les centres les plus productifs sont Veio, Caere, Tarquinia et Vulci. Elle disparait vers 540 av. J.-C. avec la fin des exportations de Corinthe et avec l'implantation en Etrurie des premiers ateliers de poterie à figures noires. C'est une production à peine homogène, les décors sont principalement linéaires et animaliers, tandis que les figures humaines sont présentes dans une moindre mesure. La technique de la polychromie est particulièrement répandue, en accord avec la fantaisie exubérante du dessin qui conduit à des figures démesurées et improbables, impensables pour le monde grec ; elle s'accompagne de figures noires et est utilisée à la fois pour des petits vases à décor miniaturiste, d'imitation strictement corinthienne, et pour des amphores plus grandes d'empreinte plus locale. Les formes vasculaires dérivent de celles corinthiennes et sont conçues de manière imitative également pour ce qui concerne l'argile, qui est fine et de couleur jaune clair, tirant légèrement vers le gris ou le brun. La peinture est opaque et légère. Le corinthien est accompagné d'influences laconiques et gréco-orientales, ces dernières évidentes dans la langue du Peintre des Hirondelles.

### Époque classique: céramique étrusqueà figures noires
Les vases peints de cette période imitent les différents styles grecs, tels que le géométrique et l'attique. Les décorations sont dites à figures noires et à figures rouges car elles représentent les personnages d'une couleur sur un fond de teinte opposée (noire sur rouge pour les premières, rouge sur fond noir pour les suivantes).
La céramique étrusque à figures noires, remplaçant la céramique étrusque-corinthienne, commence à être fabriquée vers le milieu du VIe siècle av. J.-C. à un moment où l'objectif principal de la culture étrusque est de divulguer les poèmes épiques et les mythes grecs arrivés en Étrurie par le biais des objets de céramique importés. Dans le cadre de la production à figures noires, il a été possible de déterminer de nombreux ateliers et de nombreux peintres actifs dans les villes étrusques les plus importantes pendant la période allant du milieu du VIe siècle av. J.-C. au milieu du Ve siècle av. J.-C..
Comme cela s'est produit dans le reste de la Méditerranée, également en Étrurie, les importations d'objets en céramique se sont tournées, à partir du deuxième quart du VIe siècle av. J.-C., vers les produits attiques ; le changement a conduit à un changement dans les imitations qui renvoyaient aux modèles de poterie attique à figures noires à partir de 550 av. J.-C. environ, selon des comparaisons stylistiques avec des œuvres athéniennes. Au sein de cette production, on distingue différents groupes : les vases pontiques, le Groupe des Feuilles de lierre, le Groupe Tolfa et le groupe du Peintre de Micali. En général, les peintres étrusques à figures noires sont moins précis dans le dessin et la méconnaissance des modèles dont ils s'inspirent, tant pour le style que pour les sujets, les conduit à des résultats plus décoratifs. La qualité technique n'atteint pas les standards de l'Attique : peu d'attention est portée à l'équilibre des formes et la cuisson est inégale. L'argile va du gris-jaune au rose, la peinture varie dans la tendance au noir et est plutôt opaque. Ces produits n'ont été que rarement trouvés en dehors du territoire étrusque.

#### Vases pontiques

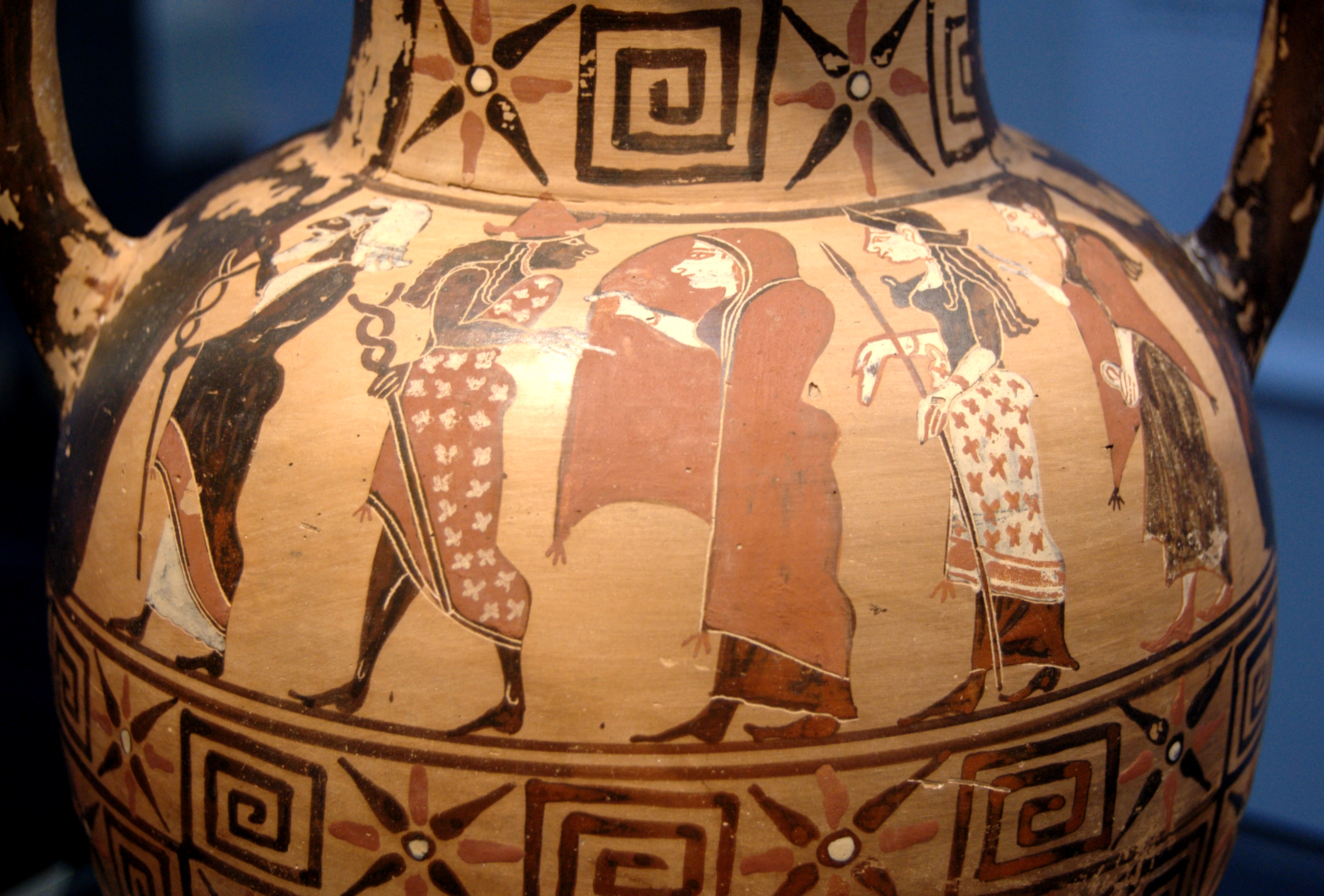
Le Jugement de Paris, amphore du Peintre de Paris, Staatliche Antikensammlungen de Munich.

La série dite des « vases pontiques » est principalement composée d'amphores à cols distincts ; c'est probablement la plus ancienne parmi les figures noires étrusques et la plus connue. Le nom a été attribué en pensant qu'il s'agissait d'œuvres produites dans les colonies ioniennes de la mer Noire. L'atelier qui fabriquait ces vases était plutôt située à Vulci et a été tenue pendant une quarantaine d'années par un artiste qui s'est vu attribuer le nom conventionnel de Peintre de Paris ; le style de ce céramiste et de ses disciples est basé sur celui de l'Attique, les éléments gréco-orientaux et laconiques ne dénotent aucune relation stylistique profonde avec aucune école grecque, tandis que les éléments décoratifs et les typologies formelles étrusques sont plus évidents. L'argile des vases pontiques varie du gris-jaune au rose et est fréquemment recouverte d'un engorgement jaunâtre. La peinture est brun foncé et a un léger éclat, mais est appliquée de manière inégale et est souvent décolorée.

#### Autresfigures noiresétrusques
Le Groupe des Feuilles de lierre et le Groupe Tolfa sont des groupes plus petits mais plus innovants, en raison de la réduction de la décoration secondaire et de la plus grande attention aux figures qui se détachent dans des champs plus larges. Le groupe des Feuilles de lierre, spécialisé dans l'amphore à profil continu, est actif au troisième quart du VIe siècle av. J.-C. et est peut-être originaire de Vulci. Le nom dérive de la présence récurrente de figures humaines tenant de grandes feuilles de lierre sur des tiges en forme de spirale. Le Groupe Tolfa, de Caere, plus tardif que le précédent, préfère une amphore à col distinct avec un ornement simple sur le col et une figure unique sur le corps ; le nom dérive du spécimen le plus connu du groupe, trouvé à Tolfa et maintenant conservé au musée de Karlsruhe. Le Peintre Micali travailla à Vulci dans le dernier quart du VIe siècle av. J.-C. : il a un esprit vif et n'est pas très précis dans les détails internes où les gravures peuvent être remplacées par des lignes blanches. Le Groupe d'Orvieto contemporain, du lieu où semble se situer l'atelier, comprend des produits de moindre qualité mais avec une plus grande indépendance que les modèles attiques.

### Époque classique: céramique étrusqueà figures rouges
La céramique étrusque à figures rouges apparait au cours du Ve siècle av. J.-C., sous l'influence de la production attique à figures rouges. C'est une production très consistante sur le plan de la quantité, avec des ateliers qui réalisent des exemplaires de grande valeur, mais elle donne lieu très rapidement à une forte standardisation.
Dès ses origines, la céramique étrusque à figures rouges a montré peu d'intérêt pour la technique originale dans l'exécution des figures par l'application de la couleur et par une technique à faible coût. Même lorsqu'elle suit la technique des figures rouges, elle n'utilise pas la ligne de relief typique. Avec le déclin de la céramique attique et l'épanouissement des céramiques de la Grande-Grèce et surtout de la céramique apulienne à figures rouges au IVe siècle av. J.-C., la céramique étrusque tend à acquérir une plus grande autonomie, comme en témoignent encore les iconographies.
La datation de la poterie étrusque à figures rouges a été faite sur la base de comparaisons stylistiques avec la céramique grecque antique et avec celle de l'Italie méridionale. L'un des premiers groupes identifiés est le Groupe de Praxias, hypothétiquement localisé à Vulci et datable du deuxième quart à la fin du Ve siècle av. J.-C., dont les figures rouges sont exécutées avec la technique de Six. L'école falisque est apparue à Falerii au début du IVe siècle av. J.-C. fondée par le Peintre du Diespater, céramiste d'origine attique ou de Grande-Grèce, mais intéressé plus tard par des développements autonomes et ouvert à diverses influences, de l'école campanienne pour les ornements floraux à la tradition étrusque pour les sujets. Après un début qui suit la véritable technique des figures rouges et qui utilise le trait en relief, la production de l'école falisque se simplifie vers le milieu du IVe siècle av. J.-C.  tant en ce qui concerne les aspects décoratifs et techniques (peinture), que dans la réduction des formes vasculaires, en raison de la perte de l'importance sociale précédemment attribuée à l'école. Une production compétitive par rapport à l'école falisque naît à Caere grâce à des artisans venus de Falerii vers le milieu du siècle ; les ateliers de Tarquinia sont également à peine autosuffisants, tandis qu'une production moins standardisée et plus engagée est visible dans certaines céramiques de Vulci et d'Orvieto. D'époque plus récente, et active dans les territoires septentrionaux de l'Étrurie, est une troisième école appelée « école de Volterra » ou « école de Chiusi » (le Groupe Clusium-Volaterrae, qui regroupe une production rapportable à divers ateliers), dépendant à l'origine du style falisque, qui s'est développée du troisième quart du IVe siècle av. J.-C. au premier quart du IIIe siècle av. J.-C. avec une production plus engagée (avec par exemple les cratères à colonnes à sujet mythique ou funéraire) et pour un client qui, contrairement à ce qui se passe en Etrurie méridionale, est toujours lié à la société oligarchique et aux cérémonies de l'école. Elle se distingue stylistiquement par la conception des palmettes, où les feuilles sont représentées en italique comme une simple frange, et par une plus grande prédisposition aux manières typiques de la peinture murale, présentes, bien que dans une moindre mesure, également dans le Groupe de Praxias. Les versions étrusques des figures rouges couvrent environ deux siècles, les exportations sont minimes et limitées aux établissements côtiers du sud de l'Italie non insulaire.
|  |  |  |

### Période hellénistique
La sophistication s'amplifie et les vases sont en argile dorée ou argentée, à décors d'éléments en relief ou estampés.
Comme pour la précédente technique, les scènes mythologiques sont récurrentes.